# 中国国民党革命委员会宁夏回族自治区委员会
中国国民党革命委员会宁夏回族自治区委员会，简称民革宁夏回族自治区委、宁夏民革，是中国国民党革命委员会在宁夏回族自治区的地方组织。